# Eugeniusz Quirini
Eugeniusz de Saalbruck Quirini (ur. 29 lipca 1891 w Milówce, zm. 27 maja 1978 w Krynicy-Zdroju) – podpułkownik dyplomowany piechoty Wojska Polskiego, działacz niepodległościowy, kawaler Orderu Virtuti Militari, redaktor, tłumacz, nauczyciel.

## Życiorys
Urodził się 29 lipca 1891 w Milówce, w rodzinie Mariana i Adeli z domu Schimlovich. Jego bratem był Emanuel Quirini (1895–1940), oficer Wojska Polskiego i ofiara zbrodni katyńskiej. Kształcił się we Lwowie. W czerwcu 1910 złożył maturę w c. k. I Wyższej Szkole Realnej we Lwowie. Był członkiem „Strzelca”. Działał w organizacjach „Armia Polska”, „Zarzewie”. W 1914 był studentem trzeciego roku na Wydziale Inżynierii Politechniki Lwowskiej.
Po wybuchu I wojny światowej wstąpił do Legionów Polskich i służył w składzie I Brygady, później w szeregach 3 pułku piechoty w składzie II Brygady. Uczestniczył w walkach w Karpatach, Besarabii, na Bukowinie i Wołyniu. Dwukrotnie ranny.  Po kryzysie przysięgowym był żołnierzem Polskiej Siły Zbrojnej. Mianowany podporucznikiem we wrześniu 1917 i porucznikiem w październiku 1918.
Po odzyskaniu przez Polskę niepodległości został przyjęty do Wojska Polskiego. Został awansowany do stopnia kapitana piechoty ze starszeństwem z dniem 1 czerwca 1919. W pierwszej połowie lat 20. był oficerem 34 pułku piechoty. Odbył II Kurs Normalny 1921–1923 w Wyższej Szkole Wojennej. Uzyskał tytuł oficera dyplomowanego. Został do stopnia majora piechoty ze starszeństwem z dniem 1 lipca 1923. Z dniem 1 grudnia 1924 został przeniesiony do 52 pułku piechoty na stanowisko dowódcy II batalionu. Od 1926 do 1928 był oficerem sztabu Dowództwa Okręgu Korpusu Nr II. Od 1928 roku pełnił obowiązki szefa Wojskowego Instytutu Naukowo-Wydawniczego w Warszawie. Równolegle od listopada 1928 roku był redaktorem „Bellona”. W 1930 roku stworzył tygodnik „Wiarus” przeznaczony dla podoficerów. W 1932 roku został przeniesiony 34 pułku piechoty w Białej Podlaskiej na stanowisko dowódcy batalionu. Równocześnie pełnił funkcję wiceprezesa Związku Legionistów Polskich i Towarzystwa Przyjaciół Związku Strzeleckiego w Białej Podlaskiej. Od 1934 roku zajmował stanowisko zastępcy szefa Wojskowego Instytutu Naukowo-Wydawniczego. Z dniem 31 grudnia 1935 roku został przeniesiony w stan spoczynku.
Publikował prace, publikacje, artykuły (w czasopismach „Przegląd Wojskowy”, „Wiarus”, „Polska Zbrojna”), był tłumaczem. Był współzałożycielem Stowarzyszenia Przyjaciół Muzeum Wojska. Od 1936 do 1939 kierował wyszkoleniem w Zarządzie Głównym Związku Oficerów Rezerwy. Dwa razy sprawował funkcję komendanta Obozu Ćwiczeń Oficerów Rezerwy w Cetniewie.
Po wybuchu II wojny światowej, zmobilizowany brał udział w kampanii wrześniowej służąc w Biurze Propagandy Naczelnego Wodza. Przekroczył wraz z władzami RP granicę rumuńską. Następnie przedostał się na Zachód i w grudniu trafił do Paryża. Został żołnierzem Wojska Polskiego we Francji. Służył w Wydziale Propagandy i Oświaty Ministerstwa Spraw Wojskowych, był szefem obozu ćwiczeń w Stacji Zbornej Oficerów w Camp de Carpiagne. Po klęsce Francji przedostał się do Wielkiej Brytanii. Tam służył w Polskich Siłach Zbrojnych (Szkolna Brygada Kadrowa, w Biuro Prasowe Ministerstwa Obrony Narodowej, od początku 1944 Biuro Historyczne 2 Korpusu Polskiego, w strukturze którego służył także po zakończeniu wojny. Awansowany do stopnia podpułkownika 1 lipca 1945.
W 1947 powrócił do Polski i zamieszkał w Krynicy-Zdroju. Od 1948 do 1951 był nauczycielem języka angielskiego w tamtejszym liceum. Od 1953 do 1958 pracował jako magazynier, referent planowania w Powszechnej Spółdzielni Spożywców. W 1958 złożył egzamin i uzyskał uprawnienia tłumacza przysięgłego z języka angielskiego. W 1968 został członkiem honorowym Stowarzyszenia Miłośników Dawnej Broni i Barwy w Krakowie
Zmarł 7 maja 1978 w Krynicy-Zdroju. Został pochowany w tym mieście.
Od 1929 był żonaty z Heleną z d. Kociubińską, z którą miał syna Mariana (zm. 1932) oraz córki: Krystynę po mężu Otto (ur. 1933), bakteriologa i Danutę (ur. 1939).

## Publikacje

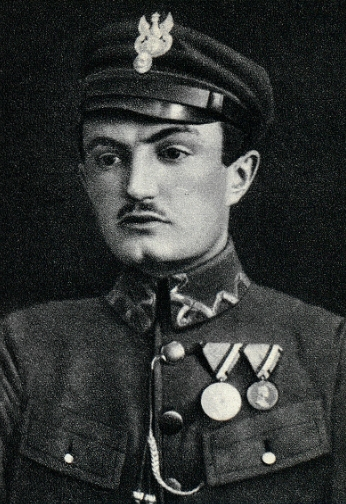
Eugeniusz Quirini jako chorąży Legionów Polskich

Był encyklopedystą. Został wymieniony w gronie edytorów ośmiotomowej Encyklopedii wojskowej wydanej w latach 1931–1939. Wchodził w skład komitetu redakcyjnego tej encyklopedii . Napisał również:
- Prawa i obowiązki podoficera (1920)
- Stanowisko podoficera w Wojsku Polskim (1920)
- Bogusław Szul podpułkownik S.G. (1933).
- Album Legionów Polskich (1933, współautor: W. Lipiński)
- Ilustrowana Kronika Legionów Polskich 1914–1918 (1936, współautor: Stanisław Librewski)

Redaktor
- 3 Pułk Piechoty Legionów. W dwudziestą rocznicę 1914 – 30.IX. – 1934 (1934)[20]
- Księga chwały piechoty (1937–1939)

Tłumaczenia
- Dowodzenie i walka broni połączonych (1926, z j. niem.)
- Philippe Pétain: Bitwa pod Verdun (1931, z j. franc.)

## Ordery i odznaczenia
- Krzyż Złoty Orderu Virtuti Militari
- Krzyż Srebrny Orderu Wojskowego Virtuti Militari nr 7383 – 17 maja 1922[21][22][23][24]
- Krzyż Niepodległości – 22 grudnia 1931 „za pracę w dziele odzyskania niepodległości”[25][26]
- Krzyż Kawalerski Orderu Odrodzenia Polski
- Krzyż Walecznych siedmiokrotnie[26]
- Złoty Krzyż Zasługi – 10 listopada 1928 „w uznaniu zasług, położonych na polu pracy w poszczególnych działach wojskowości”[27][28][26]
- Medal Pamiątkowy za Wojnę 1918–1921[29]
- Medal Dziesięciolecia Odzyskanej Niepodległości[29]
- Odznaka za Rany i Kontuzje z jedną gwiazdką[30]
- Medal Obrony (Wielka Brytania)
- Medal Wojny 1939–1945 (Wielka Brytania)
- Srebrny Medal Waleczności I klasy